# فیفبرگن
فیفبرگن (به آلمانی: Fiefbergen) یک شهر در آلمان است که در Plön (District) واقع شده‌است. فیفبرگن ۶۱۱ نفر جمعیت دارد.